# Raionul Berezivka
Raionul Berezivka este un raion al regiunii Odesa din Ucraina, format în 2020. Reședință este orașul Berezivka .
Este unul dintre cele zece raioane cu cea mai mică densitate a populației dintre toate raioanele Ucrainei. Al doilea ca mărime din regiunea Odesa după raionul Odesa și al șaselea din cele șapte raioane ale regiunii în ceea ce privește populația. În 10 din cele 16 hromade ale raionului densitatea populației este mai mică de 20 de loc./km2, dintre care într-o hromadă densitatea este mai mică de 10 loc./km2. Din cele mai mici 10 hromade din întreaga regiune din punct de vedere al densității populației, 7 aparțin raionului Berezivka. În același timp, 5 din 10 hromade cu cea mai mică populație dintre toate hromadele regiunii aparțin, de asemenea, raionului Berezivka.